# Aktham Suliman
Aktham Suliman (* 1970 in Damaskus, Syrien) ist ein syrischer Journalist. Er war Deutschland-Korrespondent des arabischen Fernsehsenders Al Jazeera.
Suliman zog 1989 von Syrien nach Berlin und studierte ab 1990 an der FU Berlin zunächst Informatik. Er wechselte zu Kommunikationswissenschaften mit Schwerpunkt Publizistik und studierte Islamwissenschaften und Politologie. Erste praktische journalistische Erfahrungen sammelte er als Autor für arabische Magazine und beim Uni-Radio der FU. Von 1998 bis 2002 arbeitete er nach einem Praktikum als fester freier Mitarbeiter für das arabische Programm der Deutschen Welle. Von Februar 2002 bis Oktober 2012 war er Korrespondent des arabischen Nachrichtensenders Al Jazeera in Berlin. Er berichtete außerdem aus europäischen Ländern wie Polen, Österreich, Ungarn und Rumänien. Im Oktober 2012 verließ er den Sender und erhob in einem Artikel vom 11. Dezember 2012 auf faz.net (Frankfurter Allgemeine Zeitung) den Vorwurf der seit 2004 schleichenden und mittlerweile massiven (außen)politischen Einflussnahme der katarischen Regierung auf den Sender in Richtung positive Berichterstattung zu Gunsten „muslimbruderschaftlicher“ Gruppen, „die von Katar in allen arabischen Ländern unterstützt werden“.
„Der Nachrichtensender Al Dschazira war der Wahrheit verpflichtet. Jetzt wird sie verbogen. Es geht um Politik, nicht um Journalismus. Für die Reporter heißt das: Zeit zu gehen. […] Die Talfahrt zwischen 2004 und 2011 war schleichend, unterschwellig und sehr langsam, doch mit einem katastrophalen Ende.“

## Bücher
- Krieg und Chaos in Nahost: Eine arabische Sicht. Nomen Verlag, Frankfurt am Main, 2017, S. 232, ISBN 9783939816409.